# 나이프 알하드라미
나이프 압둘라힘 알하드라미(아랍어: نايف عبدالرحيم الحضرمي, Naif Abdulraheem Al-Hadhrami, 2001년 7월 18일 ~ )는 카타르의 축구 선수로, 현재 카타르 스타스 리그의 알라이얀 SC와 카타르 축구 국가대표팀에서 미드필더로 뛰고 있다.